# Milton E. Hoffman
Milton E. Hoffman – amerykański producent filmowy. Był także członkiem założycielem Amerykańskiej Akademii Sztuki i Wiedzy Filmowej.